# 巴打士街
巴打士街是澳洲新南威爾斯州雪梨商業中心區的一條東西向街道，長650（2,130英尺），由西至東單向行車。街道位於商業中心區南部。巴打士街的西端盡頭位於達令港的港灣街，東端盡頭位於伊利沙伯街，毗鄰。
巴打士街從西向東穿過莎瑟街、佐治街、必街及卡士禮街。
該街道由紐修威省總督麥覺理定名為巴打士街，以紀念1812至1827年間擔任陸軍及藩政大臣的第三代巴打士伯爵亨利·巴打士。隨着忌獵孤洲橋啟用，巴打士街於1995年12月在介乎港灣街與佐治街之間的路段設立巴士專線。

## 圖集

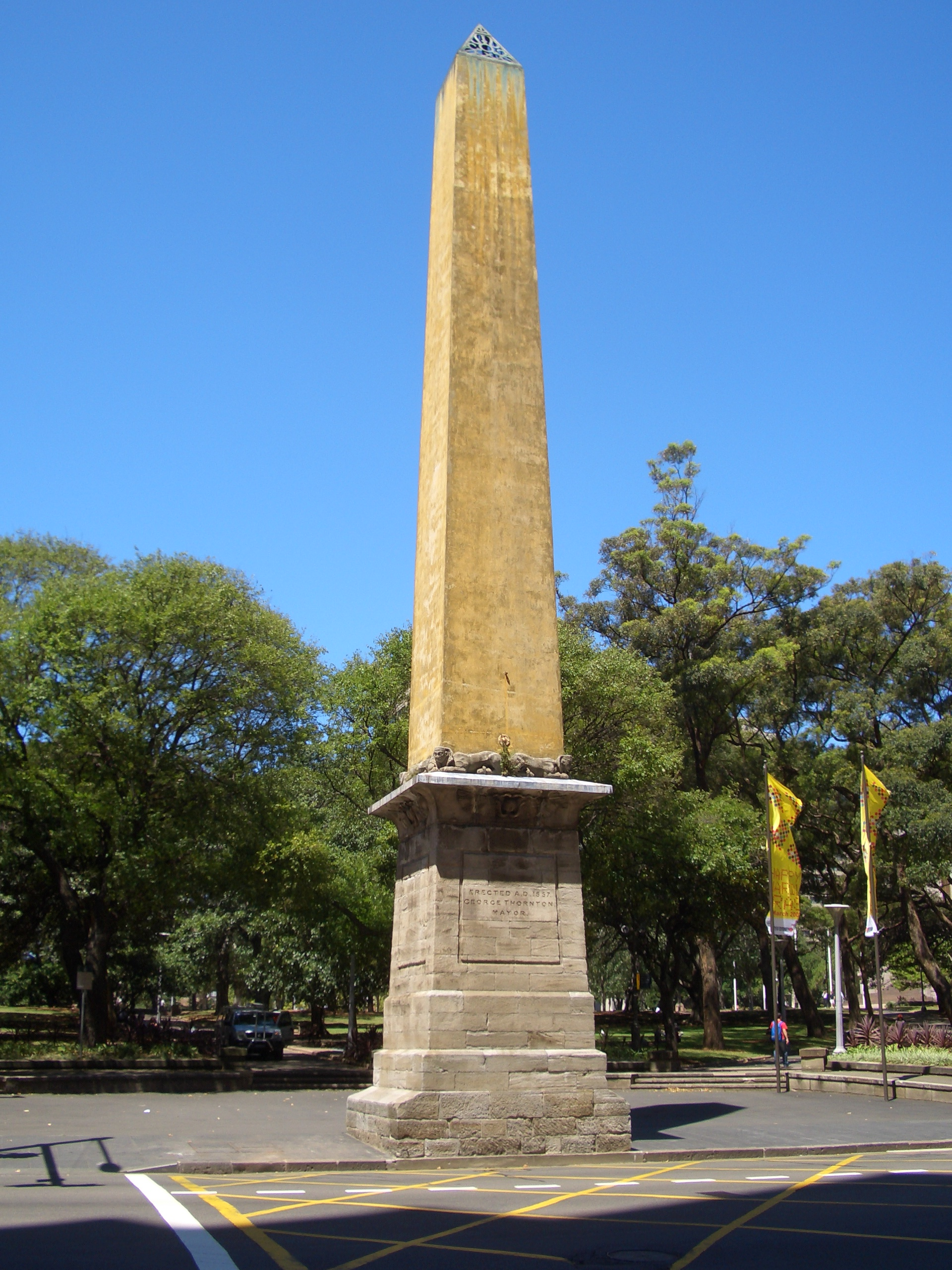
海德公園方尖碑
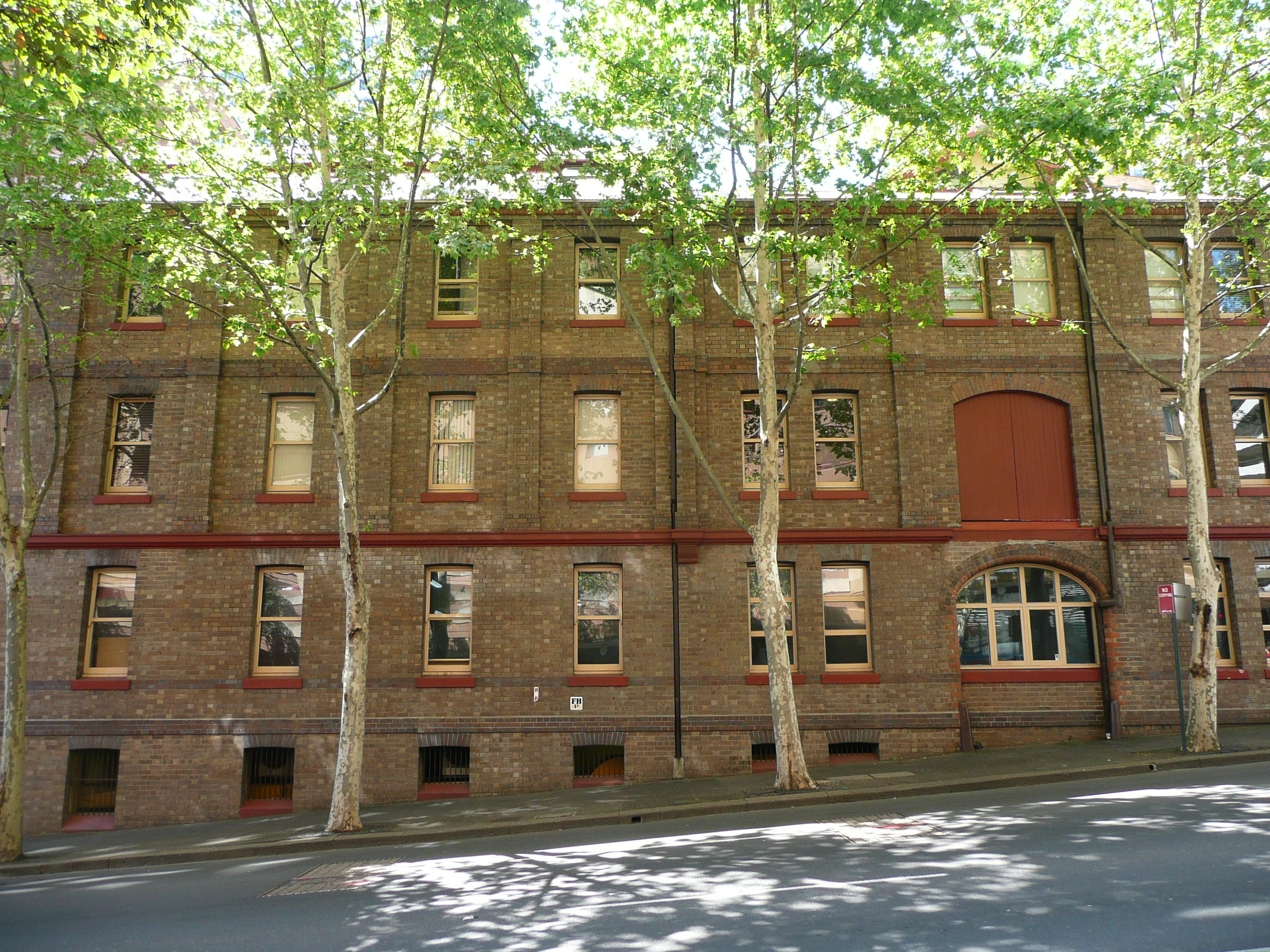
The Vintage Building
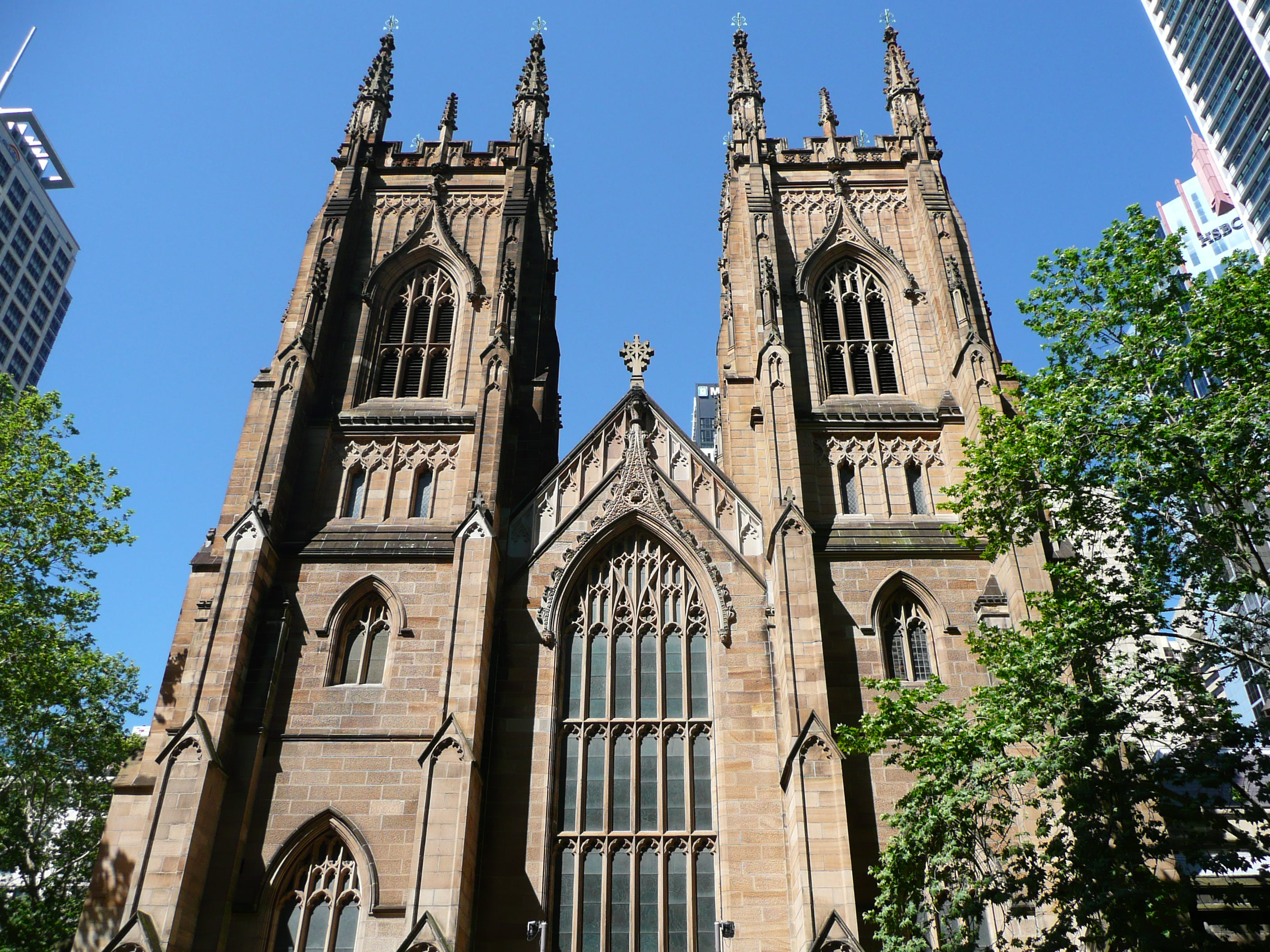
聖公會聖安德烈座堂西側
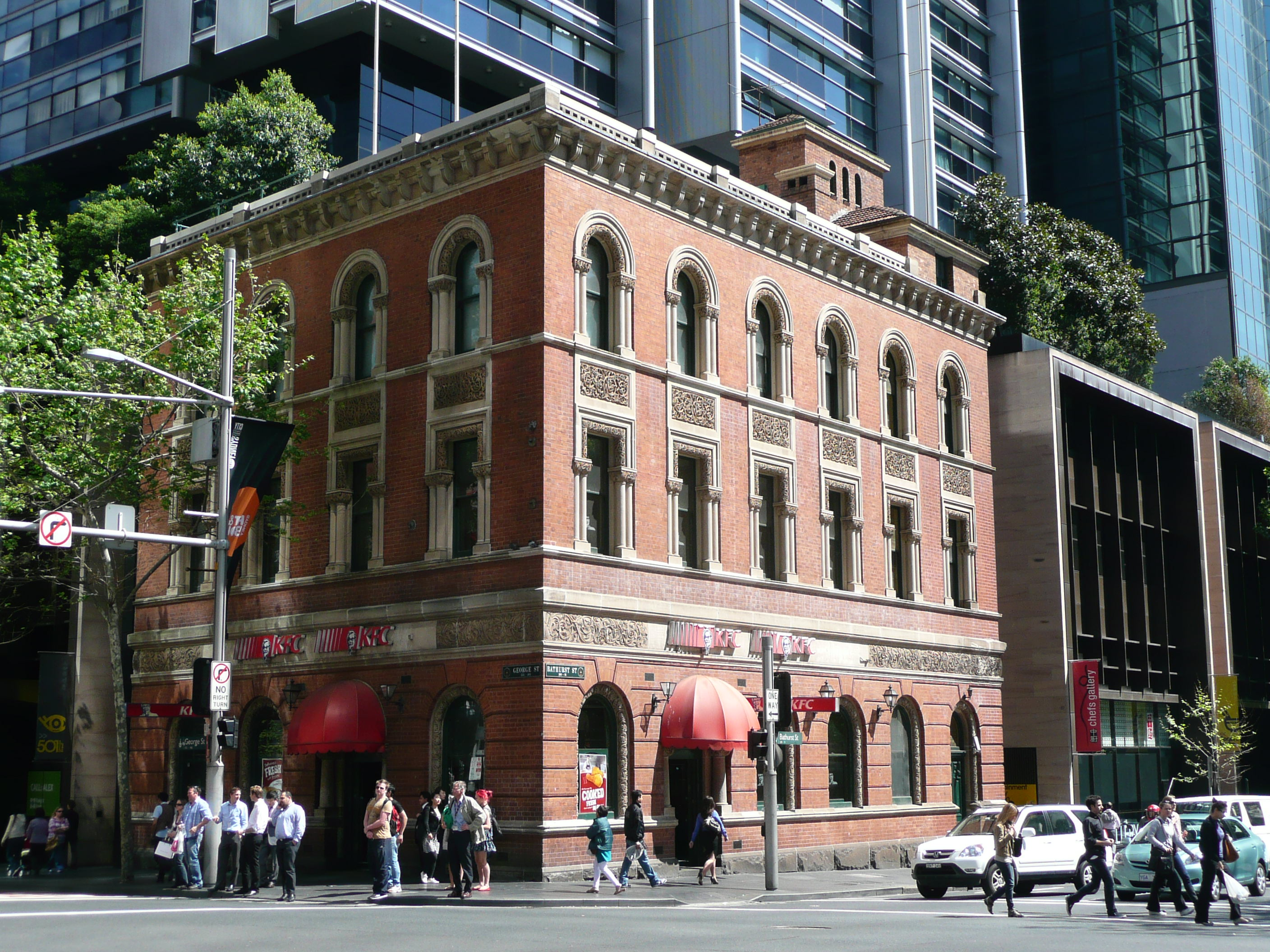
紐修威銀行（英语：Bank of New South Wales）舊址